# 서초어린이도서관
서초어린이도서관은 서울특별시 서초구 서초동 소재의 도서관이다.

## 이용 안내
이용 시간
- 유아열람실(2층): 화~금요일 10:00~22:00 / 토요일 10:00~18:00 / 일요일 10:00~16:00
- 아동열람실(3층): 화~금요일 10:00~22:00 / 토요일 10:00~22:00 / 일요일 10:00~16:00

휴관일
- 월요일
- 법정공휴일